# Sidi Slimane (província)

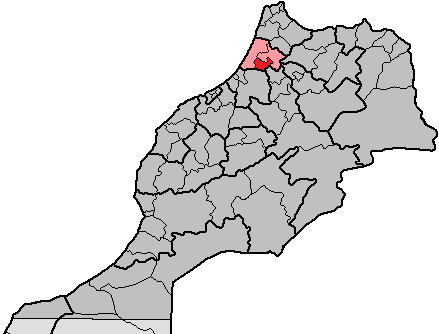
Localização da Provincia, dentro de Marrocos

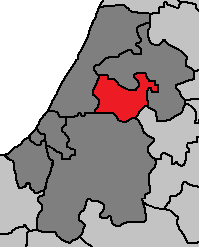
Localização da Provincia, dentro da Região de Rabate-Salé-Quenitra

Sidi Slimane é uma província de Marrocos, que pertence administrativamente a região de Rabate-Salé-Quenitra. Foi criada em 2009 por desmembramento da província de Quenitra. A sua capital é a cidade de Sidi Slimane.

## História
A atual província foi criada em 2009, a partir de partes da província de Kenitra e da provincia de Sidi Kacem.

## Características geográficas
Superfície: 1.825 km²
População total: 320.407 habitantes(em 2014)

## Clima
O clima é quente e temperado em Sidi Slimane. O clima é classificado como Csa de acordo com a Köppen e Geiger. 19.0 °C é a temperatura média em Sidi Slimane. Pluviosidade média anual de 472 mm.

## Organização administrativa
A província está dividida em 2 Municípios e 2 círculos (que por sua vez se dividem em 9 comunas).
|                          | Tipo      | Habitantes (em 2014) | comunas                                                                 |
| ------------------------ | --------- | -------------------- | ----------------------------------------------------------------------- |
| Sidi slimane (Círculo)   | Círculo   | 121.536              | Azghar, Boumaiz, Dar Bel Amri, M'saada, Ouled Ben Hammadi, Ouled H'Cine |
| Sidi Slimane (Município) | Município | 92.989               |                                                                         |
| Kceibya                  | Círculo   | 67.903               | Kceibya, Sfafaa, Ameur Chamalia                                         |
| Sidi Yahya El Gharb      | Município | 37.979               |                                                                         |